# João de Oliveira Castro Viana Júnior
João de Oliveira Castro Viana Júnior (Humberto Antunes (atualmente, Mendes), 7 de maio de 1905 – Rio de Janeiro, 1987) foi um economista e ministro brasileiro.
Foi ministro interino da Fazenda, de 15 de agosto a 9 de outubro de 1957, no governo Juscelino Kubitschek.